# 一寸子花里
一寸子 花里（いっすんし はなさと、生没年不詳）とは、江戸時代の浮世絵師。

## 来歴
師系・経歴不明。一寸子、瓢金舎と号す。作画期は文久から慶応頃にかけてとされ、錦絵や版本の挿絵を描く。画風は歌川派風とされる。

## 作品
- 「文学万代の宝　始の巻・末の巻」　大判錦絵2枚続